# Legbąd
Legbąd (niem. Legbond) – wieś borowiacka w Polsce, położona w województwie kujawsko-pomorskim, w powiecie tucholskim, w gminie Tuchola, na obszarze Tucholskiego Parku Krajobrazowego, przy drodze wojewódzkiej nr 237. Wieś znajduje się w Borach Tucholskich w obrębie Nadleśnictwa Woziwoda.
W roku 1913, we wsi, powstała parafia Najświętszego Serca Pana Jezusa, a wraz z nią cmentarz. Do roku 1954 miejscowość była siedzibą gminy Legbąd. W latach 1954–1972 wieś należała i była siedzibą władz gromady Legbąd. W latach 1975–1998 miejscowość administracyjnie należała do województwa bydgoskiego. Obecnie w skład sołectwa Legbąd wchodzą również miejscowości Brody, Fojutowo, Jaty, Końskie Błota, Koślinka, Lasek, Łosiny, Nad Kanałem, Niwki, Parcele Legbądzkie i Radonek. Według Narodowego Spisu Powszechnego (III 2011 r.) wieś liczyła 499 mieszkańców. Jest piątą co do wielkości miejscowością gminy Tuchola.